# Léon Walther
Pour les articles homonymes, voir Walther et Valadier.
Léon Walther (Léon Valadier) est un acteur français, né à Sorgues (Vaucluse), le 2 juin 1874 et mort à Lagny-sur-Marne (Seine-et-Marne) le 2 mars 1973.
Il a joué à maintes reprises dans les pièces et les films de Sacha Guitry.

## Filmographie
- 1935 : Odette / Déchéance de Jacques Houssin - Le comte Hubert de Clermont-Latour
- 1937 : Les Perles de la couronne de Sacha Guitry et Christian-Jaque - Anne de Montmorency
- 1938 : Remontons les Champs-Elysées de Sacha Guitry et Robert Bibal - Un seigneur
- 1939 : Ils étaient neuf célibataires de Sacha Guitry - Le maître d'hôtel
- 1941 : Le Destin fabuleux de Désirée Clary de Sacha Guitry - Le comte Morner
- 1941 : Madame Sans-Gêne de Roger Richebé - Despréaux
- 1941 : Ne bougez plus de Pierre Caron - Le grand chambellan
- 1942 : Le Prince charmant de Jean Boyer - Le comte Danrémont
- 1942 : L'ange gardien de Jacques de Casembroot - Molignon
- 1942 : Une étoile au soleil de André Zwobada - Adalbert de Merlerault
- 1943 : Donne-moi tes yeux de Sacha Guitry - Le docteur
- 1943 : La Malibran de Sacha Guitry
- 1943 : La vie de plaisir de Albert Valentin - Célestin
- 1945 : Tant que je vivrai de Jacques de Baroncelli
- 1946 : Roger la Honte de André Cayatte - Le président du tribunal
- 1947 : La Femme en rouge de Louis Cuny - Le directeur des beaux-arts
- 1947 : Le Comédien de Sacha Guitry - Aubril
- 1948 : Le Diable boîteux de Sacha Guitry - Un médecin
- 1949 : Monseigneur de Roger Richebé - Le majordome
- 1949 : Le Trésor de Cantenac de Sacha Guitry
- 1951 : La Poison de Sacha Guitry - L'avocat général
- 1952 : L'Appel du destin de Georges Lacombe - Le critique
- 1952 : La Vie d'un honnête homme de Sacha Guitry - Maître Denisot, le notaire
- 1953 : Madame de... de Max Ophüls - L'administrateur
- 1953 : Si Versailles m'était conté de Sacha Guitry - Lévêque de Paris
- 1954 : Le Comte de Monte-Cristo de Robert Vernay - film tourné en deux époques - Un courtisan
- 1954 : Napoléon de Sacha Guitry
- 1955 : Si Paris nous était conté de Sacha Guitry - Le consommateur interpellant Beaumarchais

## Théâtre
- 1942 : N'écoutez pas, mesdames ! de Sacha Guitry, mise en scène de l'auteur, Théâtre de la Madeleine
- 1950 : Harvey de Mary Chase, mise en scène Marcel Achard, Théâtre Antoine
- 1951 : Harvey de Mary Chase, mise en scène Marcel Achard, Théâtre des Célestins
- 1952 : N'écoutez pas, mesdames ! de Sacha Guitry, mise en scène de l'auteur,  Théâtre des Variétés